# The Nutty Professor (1996)
The Nutty Professor
(bra: O Professor Aloprado; prt: O Professor Chanfrado) é um filme de comédia e ficção científica americano de 1996, dirigido por Tom Shadyac e estrelado por Eddie Murphy. É uma refilmagem do filme homônimo de 1963, dirigido e estrelado por Jerry Lewis, que por sua vez foi inspirado na clássica história de Strange Case of Dr Jekyll and Mr Hyde, escrita por Robert Louis Stevenson. O filme é co-estrelado por Jada Pinkett, Larry Miller, James Coburn, Dave Chappelle e John Ales. As filmagens começaram em 8 de maio de 1995 e terminaram em 8 de setembro de 1995. A trilha sonora original foi composta por David Newman. Na cerimônia do Oscar 1997, o filme ganhou na categoria de Melhor Maquiagem.
Murphy interpreta o professor universitário Sherman Klump, um homem inteligente e de bom coração que é obeso mórbido. Cientista pesquisador, acadêmico e palestrante, Klump desenvolve uma fórmula milagrosa, mas experimental, para perda de peso, e na esperança de conquistar o carinho da garota dos seus sonhos, testa-a em si mesmo. Como o Julius Kelp do filme original, o alter ego vigoroso, carismático, mas maligno  de Klump leva o nome "Buddy Love". Murphy interpreta um total de sete personagens no filme, incluindo Sherman, a maioria da família de Sherman (exceto seu sobrinho, Ernie Klump Jr. interpretado pelo ator infantil Jamal Mixon), e uma paródia exagerada do guru fitness Richard Simmons.
O filme recebeu críticas positivas, elogiando especialmente a maquiagem e o desempenho de Murphy. O sucesso do filme gerou uma sequência, Nutty Professor II: The Klumps, que foi lançada em 2000. O filme foi relançado em Blu-ray no dia 6 de março de 2012, para celebrar o 100º aniversário da Universal Studios.

## Sinopse
Um professor de genética, por ser obeso, é extremamemte ironizado. Ao receber uma atenção especial de uma professora de matemática, ele decide engolir um experimento que ainda é testado e tem função de alterar o DNA e fazê-lo transformar-se num jovem. Desde então, o professor leva uma vida dupla porque o efeito do experimento dura pouco tempo, de modo que o leve a viver situações difíceis.

## Elenco
- Eddie Murphy como:
  - Professor Sherman Klump
  - Buddy Love
  - Cletus Klump, pai de Sherman
  - Anna Pearl Jensen-Klump, mãe de Sherman
  - Ida Mae Jensen, mãe de Anna e avó materna de Sherman
  - Ernie Klump Sr., irmão mais velho de Sherman
  - Lance Perkins, uma paródia de Richard Simmons[10]
- Jada Pinkett Smith como Carla Purty
- James Coburn como Harlan Hartley
- Larry Miller como Dean Richmond
- Dave Chappelle como Reggie Warrington, um comediante da Def Jam
  - Chappelle reprisou seu papel no álbum Roll with the New, de Chris Rock, em 1997.
- John Ales como Jason
- Jamal Mixon como Ernie Klump Jr., sobrinho de Sherman
  - Ernie Jr. é o único membro da família Klump interpretado por um ator diferente.
- Patricia Wilson como Secretária do Dean
- Montell Jordan como ele mesmo
- David Ramsey como estudante
- Ned Luke como operário da construção civil
- Hamilton Von Watts como Inspetor de Saúde
- Suzanne Somers como mulher no comercial do thighmaster (não creditada)

## Produção
O produtor Brian Grazer teve a ideia de refazer The Nutty Professor com um protagonista negro depois que o produtor musical Russell Simmons sugeriu isso a ele. Murphy e Grazer esperavam que John Landis dirigisse, já tendo trabalhado com sucesso com Murphy anteriormente. Por fim, Tom Shadyac, diretor de Ace Ventura: Pet Detective, se juntou ao projeto. The Nutty Professor foi o primeiro filme de Shadyac a conter outtakes durante os créditos finais.[carece de fontes?] Murphy, Barry Blaustein, David Sheffield e Steve Oedekerk trabalharam juntos no roteiro. O filme não é um remake estrito do filme de Jerry Lewis; Murphy disse: "nós reduzimos a história ao essencial e a construímos para algo totalmente diferente", adicionando elementos da história de Jekyll e Hyde, bem como de Cyrano de Bergerac.
O filme também possui várias cenas de Murphy com o comediante Dave Chappelle, que interpreta o comediante ofensivo, Reggie Warrington. Grande parte do diálogo deles foi improvisado.[carece de fontes?] Murphy foi uma das maiores influências cômicas de Chappelle. Reggie Warrington recebeu esse nome em homenagem a Reginald e Warrington Hudlin, irmãos e diretores de um dos filmes anteriores de Murphy, Boomerang. Reginald Hudlin ficou surpreso ao ver que o personagem recebeu o nome dele e de seu irmão, e ao ver o personagem violentamente enfiado dentro de um piano.
Enquanto o filme foi feito com a ajuda de Jerry Lewis (ele foi produtor executivo do filme e da sequência de 2000, The Klumps), ele mais tarde retratou sua posição em uma entrevista da revista Entertainment Weekly. Ele foi citado dizendo: "Eu tenho tanto respeito por Eddie, mas eu não deveria ter feito isso. O que eu fiz foi perfeito na primeira vez e tudo o que você vai fazer é diminuir essa perfeição deixando alguém fazer isso." Lewis supostamente recusou uma participação no filme, alegando que o roteiro possuía muitas piadas sobre peidos.
Rick Baker foi o responsável por criar os trajes gordos para Murphy. Eles eram feitos de espuma de uretano e um traje de spandex, e preenchidos com bolsas de líquido para fazê-los balançar de forma crível. Levava três horas para aplicar a maquiagem todos os dias. Baker elogiou Murphy dizendo "Ele realmente faz as coisas ganharem vida, e ele nunca reclama. Quando fizemos The Nutty Professor [...], ele passou 80 dias na cadeira de maquiagem. Por mais que eu ame maquiagem, até eu estaria reclamando no final, mas Eddie não."

## Trilha sonora
A trilha sonora do filme foi lançada comercialmente em junho de 1996 pelo selo Def Jam Recordings.
O álbum se saiu bem nas paradas da Billboard nos EUA, chegando à 8ª posição na Billboard 200 e à 1ª posição na Top R&B/Hip-Hop Albums, além de apresentar vários singles nas paradas: "Ain't Nobody" de Monica com Treach do Naughty By Nature, "I Like" de Montell Jordan com Slick Rick, "Ain't No Nigga" de Jay-Z com Foxy Brown, "Touch Me, Tease Me" de Case com Mary J. Blige e Foxy Brown e "Last Night" de Az Yet, todas chegaram às paradas, com "Last Night" chegando ao 9º lugar na Billboard Hot 100. As duas faixas "Come Around" de Dos of Soul e "My Crew Can't Go For That" de Trigger tha Gambler com DV Alias Khrist e Smoothe da Hustler. Esta não é realmente a trilha sonora do filme, mas na verdade é uma "música inspirada" no filme, como consta no verso do CD. Nenhuma das faixas listadas aqui apareceu nos créditos musicais do filme.

### Lista de músicas
| The Nutty Professor Soundtrack |                                                                                          | |                                                 |         |  |
| N.º                            | Título                                                                                   | Compositor(es)                                                                                                | Produtor(es)                                    | Duração |  |
| 1.                             | "Touch Me, Tease Me" (Case, Foxy Brown e Mary J. Blige)                                  | Case Woodard Inga Marchand Mary J. Blige Kenny Kornegay Darryl Young Tanieka Hooten Jesse Bonds Weaver Jr.    | Kenny "K-Smoove" Kornegay Darryl "88" Young [a] | 3:53    |  |
| 2.                             | "I Like" (Montell Jordan e Slick Rick)                                                   | Montell Barnett James Earl Jones Harry Wayne Casey Richard Finch                                              | James Earl Jones Derrick "D Man" McElveen [a]   | 4:43    |  |
| 3.                             | "My Crew Can't Go for That" (Trigga tha Gambler, D.V. Alias Khrist e Smoothe da Hustler) | Tawan Smith Damon Smith Kenneth Scranton Darryl Pittman Daryl Hall John Oates Sara Allen Curtis Mayfield      | DR Period Low Mid [a]                           | 3:49    |  |
| 4.                             | "Ain't Nobody" (Monica e Treach)                                                         | Anthony Criss Dallas Austin Dale Warren                                                                       | Dallas Austin                                   | 4:47    |  |
| 5.                             | "Pillow" (Richie Rich, D'wayne Wiggins e Rame Royal)                                     | Richard Serrell D'wayne Wiggins Raymond Simmons Raphael Wiggins Timothy Christian Riley                       | DJ Daryl Richie Rich                            | 4:51    |  |
| 6.                             | "Last Night" (Az Yet)                                                                    | Keith Andes Kenneth Edmonds                                                                                   | Babyface Mervyn Warren [a]                      | 4:28    |  |
| 7.                             | "Come Around" (Dõs of Soul)                                                              | Mark Morales Mark C. Rooney                                                                                   | Prince Markie Dee Cory Rooney                   | 3:56    |  |
| 8.                             | "We Want Yo Hands Up" (Warren G e Malik)                                                 | Warren Griffin III Lamorris Edwards Charlie Singleton Kenton Nix Larry Blackmon Nathan Leftenant Tomi Jenkins | Warren G                                        | 3:44    |  |
| 9.                             | "Ain't No Nigga" (Jay-Z e Foxy Brown)                                                    | Shawn Carter Marchand Jonathan Burks August Moon Brian Potter Dennis Lambert Tyrone Thomas                    | Big Jaz                                         | 4:27    |  |
| 10.                            | "Breaker 1, Breaker 2" (Def Squad)                                                       | Erick Sermon Keith Murray Reggie Noble                                                                        | Erick Sermon                                    | 3:22    |  |
| 11.                            | "Doin' It Again" (LL Cool J)                                                             | Anne Dudley Gary Langan J. J. Jeczalik Le'Shaun Toureau Paul Morley Trevor Horn                               | Rashad Smith                                    | 4:00    |  |
| 12.                            | "Nasty Immigrants" (12 O'Clock e Raekwon)                                                | Odion Turner Corey Woods Selwyn Bougard                                                                       | 4th Disciple                                    | 4:00    |  |
| 13.                            | "Love You Down" (Da Bassment)                                                            | Melvin Riley                                                                                                  | DeVante Swing                                   | 5:04    |  |
| Duração total:                 | Duração total:                                                                           | Duração total:                                                                                                | Duração total:                                  | 55:13   |  |

Notas
- ↑[a]  significa um co-produtor adicional.

## Recepção

### Bilheteria
The Nutty Professor estreou nos Estados Unidos em 28 de junho de 1996, sendo exibido em 2.115 cinemas. O filme foi um sucesso de bilheteria, arrecadando mais de 25 milhões de dólares em ingressos vendidos no seu fim de semana de estreia. Ele liderou as bilheterias durante seu fim de semana de estreia, superando Independence Day, Twister, Mission: Impossible, The Rock, Eraser, The Hunchback of Notre Dame, 101 Dalmatians e Striptease. O filme deteria o recorde de maior fim de semana de estreia para um filme de Eddie Murphy, tendo sido superado por Dr. Dolittle em 1998. Sua exibição nos cinemas durou 26 semanas. Ao final de sua temporada nos cinemas, o filme teve uma arrecadação nacional de 128 814 019 dólares e uma arrecadação internacional de 145 147 000 dólares, totalizando 273 961 019 dólares em todo o mundo.

### Resposta da crítica
The Nutty Professor teve recepção favorável por parte da crítica especializada. No agregador de críticas cinematográficas e televisivas Rotten Tomatoes, o filme tem uma taxa de aprovação de 65% baseada em 57 críticas, com uma classificação média de 5,90/10. O consenso crítico do site diz: "The Nutty Professor recorre ao humor juvenil com entusiasmo e frequência, mas o trabalho consistentemente engraçado de Eddie Murphy em papéis duplos significa mais para o público amar". No Metacritic, que usa uma média aritmética ponderada, o filme tem uma pontuação de 64 de 100 com base em 20 críticos, indicando "críticas geralmente favoráveis". O público consultado pelo CinemaScore deu ao filme uma nota média de "A−" em uma escala de A+ a F.
O crítico de cinema Roger Ebert, do Chicago Sun-Times, deu ao filme 3 de 4 estrelas, chamando-o de "um filme que é como um polegar para o nariz para todos que disseram que [Murphy] perdeu o controle. Ele é muito bom. E o filme tem sucesso de duas maneiras diferentes: é doce e de bom coração, e então novamente é uma palhaçada estridente e humor de banheiro. Gostei das duas partes." Owen Gleiberman, da Entertainment Weekly, deu ao filme um B+, escrevendo "Você pode sentir Murphy redescobrindo sua alegria como artista. Ele a redescobre também, como Sherman Klump, um sujeito que, assim como Murphy, está no degrau mais baixo, desesperado para se reinventar, e — finalmente — o faz." Peter Travers, da Rolling Stone, fez uma crítica positiva ao filme, dizendo "Eddie Murphy está engraçado de novo. Infelizmente, ele não tem coragem de seguir adiante com a autossátira catártica que dá ao filme sua distinção." Travers elogiou a "incrível" maquiagem gorda de Rick Baker, mas criticou as piadas "seguras" sobre gordos, e concluiu "Somente quando Murphy para de espetar o comedor compulsivo em seu professor maluco e mira no porco machista é que o filme acerta em cheio."

## Principais prêmios e indicações
Oscar 1997
- Venceu na categoria de Melhor Maquiagem.[8]

 Globo de Ouro 1997
- Recebeu uma indicação na categoria de Melhor Ator em Comédia/Musical (Eddie Murphy).[30]

 Prêmio Saturno 1997
- Venceu nas categorias de Melhor Ator (Eddie Murphy) e Melhor Maquiagem.
- Indicado na categoria de Melhor Filme de Fantasia.

 BAFTA 1997
- Venceu na categoria de Melhor Maquiagem.[31]
- Indicado na categoria de Melhores Efeitos Visuais.[31]

 MTV Movie Awards 1997
- Indicado nas categorias de Melhor Atuação em Comédia (Eddie Murphy) e Melhor Atuação Masculina (Eddie Murphy).

 People's Choice Award 1997
- Venceu na categoria de Melhor Filme de Comédia.

 Satellite Awards 1997
- Indicado na categoria de Melhor Ator em Comédia/Musical (Eddie Murphy).[31]

## Sequência
A sequência, Nutty Professor II: The Klumps foi lançado em 28 de julho de 2000. Diferente do primeiro filme, a continuação deu um destaque maior a família de Sherman, os Klumps.